# Michael A. Stackpole
Michael A. Stackpole (Wausau, 1957) è uno scrittore statunitense. È noto soprattutto per aver pubblicato numerosi romanzi legati alle ambientazioni di BattleTech e Guerre stellari.
Gli è stato dedicato un asteroide scoperto nel 2001, 165612 Stackpole.

## Opere

### BattleTech
I romanzi della serie BattleTech sono stati tutti pubblicati, fino al 1991, da FASA Corporation; da lì in poi vennero pubblicati da Penguin Group/Roc Books, che ristampò anche tutti i romanzi già usciti,
Trilogia Warrior
- Warrior: En Garde (1988)
- Warrior: Riposte (1988)
- Warrior: Coupé (1989)

Trilogia Blood of Kerensky
- Lethal Heritage (1989)
- Blood Legacy (1990)
- Lost Destiny (1991)

Mechwarrior - Dark Age
- Ghost War (2002)
- Masters of War (2007)

Altri
- Natural Selection (1992)
- Assumption of Risk (1993)
- Bred For War (1994)
- Malicious Intent (1996)
- Grave Covenant (1997)
- Prince of Havoc (1998)

### Guerre stellari
- X-wing: Rogue Squadron (1996, Bantam Books)
- X-wing: Wedge's Gamble  (1996, Bantam Books)
- X-wing: The Krytos Trap (1996, Bantam Books)
- X-wing: The Bacta War  (1997, Bantam Books)
- Io, Jedi (I, Jedi, 1998, Bantam Books)
- X-wing: Isard's Revenge (1999, Bantam Books)
- The New Jedi Order - Dark Tide I: Onslaught (2000, Del Rey Books)
- The New Jedi Order - Dark Tide II: Ruin (2000, Del Rey Books)

### SerieDragonCrown War
- The Dark Glory War (2000, Bantam Books)
- Fortress Draconis (2001, Bantam Books)
- When Dragons Rage (2002, Bantam Books)
- The Grand Crusade (2003, Bantam Books)

### SerieAge of Discovery
- A Secret Atlas (2005, Bantam Books)
- Cartomancy (2006, Bantam Books)
- The New World (2007, Bantam Books)

### SerieThe Crown Colonies
- At The Queen's Command  (2010, Night Shade Books)
- Of Limited Loyalty (2011, Night Shade Books)

### Altri
- Once a Hero  (1994, Bantam Books)
- Dementia  (1994, Roc/Target)
- Talion: Revenant (1997, Bantam Books)
- A Hero Born (1997, HarperPrism)
- An Enemy Reborn (1998, HarperPrism)
- Wolf and Raven (1998, Roc/FASA)
- Eyes of Silver (1998, Bantam Books)
- Conan the Barbarian (2011, Berkley Books)
- Vol'jin: Gli spettri dell'Orda (Vol'jin: Shadows of the Horde, 2013, Pocket Books)